# Estação Vårby gård
A Estação Vårby gård é uma das estações do Metropolitano de Estocolmo, situada no condado sueco de Estocolmo, entre a Estação Masmo e a Estação Vårberg. Faz parte da Linha Vermelha.
Foi inaugurada em 1º de outubro de 1972. Atende a localidade de Vårby gård, situada na comuna de Huddinge.
A distância à estação de Slussen é de 14,2 quilómetros. Dispõe de uma plataforma ao ar livre, acessível a partir do centro do subúrbio. A decoração artística consiste de fotomontagens de plantas exóticas, da autoria de Rolf Bergström, datando de 1999. Actualmente, a estação acolhe cerca de 4000 passageiros por dia.

| Oeste ou norte                             |  |              |  | Leste ou Sul           |
| ------------------------------------------ |  | ------------ |  | ---------------------- |
| Vårberg sentido Ropsten metro station (en) |  | Line 13 (en) |  | Masmo sentido Norsborg |
| editar no Wikidata                         |  |              |  |                        |